# Vellozia tragacantha
Vellozia tragacantha là một loài thực vật có hoa trong họ Velloziaceae. Loài này được (Mart. ex Schult. & Schult.f.) Mart. ex Seub. miêu tả khoa học đầu tiên năm 1847.